# Badoca Safari Park
Badoca Safari Park es un parque zoológico y temático situado en Vila Nova de Santo André, en el municipio de Santiago do Cacém (Portugal). Existe desde 1999. Tiene un área de 90 hectáreas.
Cuenta con cerca de 500 animales de 45 especies distintas.
Además de diferentes espacios temáticos, el zoológico dispone de un auto servicio de comida rápida y una zona de pícnic.
Cuenta con una atracción que simula un río artificial que puede ser recorrido a bordo de un barco con capacidad para 9 personas.